# Money in the Bank (2023)
Money in the Bank (2023) foi o 14º pay-per-view (PPV) de luta profissional Money in the Bank anual e evento de transmissão ao vivo produzido pela promoção americana WWE. Foi realizado para lutadores das divisões de marca Raw e SmackDown da promoção. O evento aconteceu no sábado, 1º de julho de 2023, na The O2 Arena em Londres, Inglaterra. Este foi o primeiro Money in the Bank a ser realizado fora dos Estados Unidos, bem como o primeiro grande evento da WWE a ser realizado em Londres desde o Insurrextion em maio de 2002 e na Inglaterra em geral desde o Insurrextion em junho de 2003. Também foi o primeiro Money in the Bank para transmissão ao vivo no Binge na Austrália.

## Produção

### Introdução

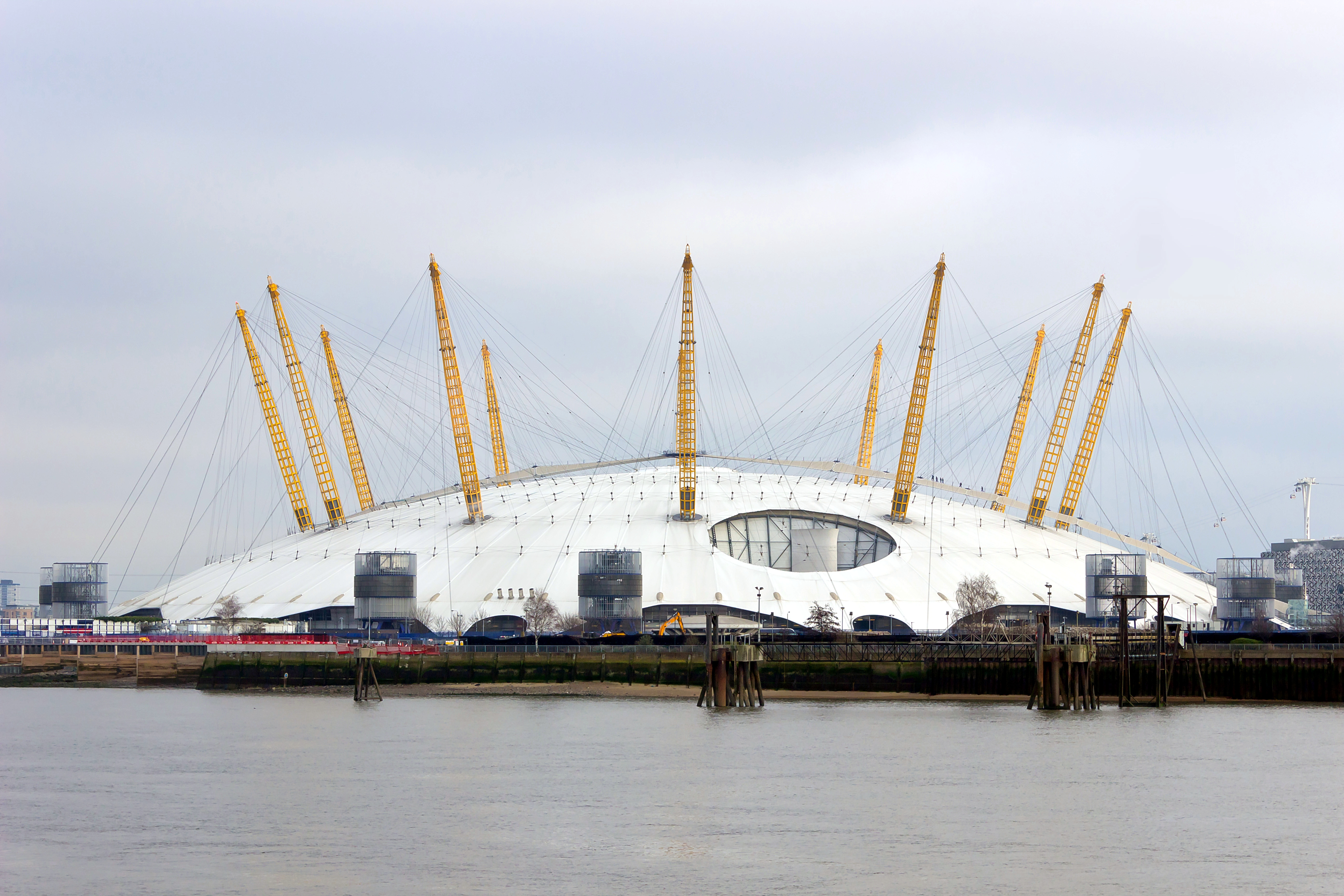
O evento está programado para ser realizado no The O2 Arena, em Londres, Inglaterra.

Money in the Bank é um evento anual de gimmick, produzido pela promoção americana WWE desde 2010, geralmente realizado entre maio e julho. Junto com WrestleMania, Royal Rumble, SummerSlam e Survivor Series, é considerado um dos cinco maiores eventos da promoção do ano, conhecido como "Grandes Cinco". O conceito do evento vem da luta Money in the Bank estabelecida pela WWE, na qual vários lutadores usam escadas para recuperar uma maleta pendurada acima do ringue. A maleta contém um contrato que garante ao vencedor uma partida para um campeonato de sua escolha a qualquer momento no próximo ano.
Após o sucesso do Clash at the Castle em setembro de 2022, que foi realizado em Cardiff, País de Gales, a WWE anunciou em 5 de janeiro de 2023 que retornaria ao Reino Unido para o 14º evento Money in the Bank. Será realizado no sábado, 1º de julho de 2023, na The O2 Arena em Londres, Inglaterra e contará com lutadores das divisões de marca Raw e SmackDown. Isso marca o primeiro evento Money in the Bank a ser realizado fora dos Estados Unidos. Este também será o primeiro grande evento da WWE a ser realizado em Londres desde o Insurrextion em maio de 2002 e na Inglaterra em geral desde o Insurrextion em junho de 2003. Além de ser transmitido em pay-per-view em todo o mundo e nos serviços de transmissão ao vivo Peacock nos Estados Unidos e no WWE Network na maioria dos mercados internacionais, será o primeiro Money in the Bank a transmitir ao vivo no Binge na Austrália depois que a versão australiana da WWE Network se fundiu com o canal Binge da Foxtel em janeiro. Também foi anunciado que o episódio de 30 de junho do Friday Night SmackDown iria ao ar ao vivo no mesmo local, marcando a primeira vez que o show seria transmitido ao vivo e em horário nobre do Reino Unido às 20h local no BT Sport. Os ingressos para ambos os eventos começaram a ser vendidos em 24 de fevereiro, com pacotes de hospitalidade também disponíveis. Foi relatado que os ingressos gerais para o Money in the Bank esgotaram em um minuto.

### Rivalidades
O evento incluiu combates que resultam de enredos roteirizados, onde os lutadores interpretam heróis, vilões ou personagens menos distinguíveis em eventos roteirizados que criam tensão e culminam em uma luta livre ou uma série de lutas. Os resultados são predeterminados pelos escritores da WWE nas marcas Raw e SmackDown, enquanto as histórias são produzidas nos programas de televisão semanais da WWE, Monday Night Raw e Friday Night SmackDown.
As lutas de qualificação para a luta masculina Money in the Bank começaram no episódio de 29 de maio do Raw . Ricochet e Shinsuke Nakamura se tornaram o primeiro e o segundo participantes qualificados ao derrotar The Miz e Bronson Reed, respectivamente. A próxima luta de qualificação ocorreu no episódio de 2 de junho do SmackDown, onde LA Knight derrotou Montez Ford para se classificar. As próximas partidas classificatórias ocorreram no episódio de 9 de junho do SmackDown, onde Santos Escobar e Butch se classificaram ao derrotar Mustafa Ali e Baron Corbin, respectivamente. A última luta de qualificação ocorreu no episódio de 12 de junho do Raw, onde Damian Priest derrotou Matt Riddle para se classificar.
As lutas de qualificação para a luta feminina Money in the Bank começaram no episódio de 2 de junho do SmackDown, com Zelina Vega derrotando Lacey Evans para ser a primeira participante qualificada. As próximas lutas classificatórias ocorreram no episódio de 5 de junho do Raw, onde Becky Lynch e Zoey Stark se classificaram ao derrotar Sonya Deville e Natalya, respectivamente. As próximas partidas classificatórias ocorreram no episódio de 9 de junho do SmackDown, onde Bayley e Iyo Sky se classificaram ao derrotar "Michin" Mia Yim e Shotzi, respectivamente.
No episódio de 5 de junho de Raw, enquanto Cody Rhodes estava sendo entrevistado por The Miz na Miz TV, Miz apresentou Dominik Mysterio como um convidado surpresa. Dominik veio ao ringue com Rhea Ripley e começou a zombar de Rhodes, dizendo que ele era um péssimo pai porque deveria estar em casa com sua filha bebê. Rhodes então disse que o pai de Dominik Rey Mysterio cometeu alguns erros terríveis, dos quais Dominik foi um deles. Dominik então fingiu deixar o ringue, apenas para voltar e dar um tapa na cara de Rhodes. Na semana seguinte, Rhodes desafiou Dominik para uma luta no Money in the Bank, que Ripley aceitou em seu nome.
No episódio de 8 de maio de Raw, Seth "Freakin" Rollins derrotou Finn Bálor nas semifinais de um torneio para o inaugural Campeonato Mundial de Pesos Pesados, que Rollins acabou vencendo no Night of Champions em 27 de maio. No próximo episódio de Raw, Rollins foi vitorioso em uma tag team match contra os membros do Judgment Day Bálor e Damian Priest. Isso levou a uma luta pelo título na semana seguinte entre Rollins e Priest, onde Rollins manteve. Após a luta, Bálor e Rollins ficaram cara a cara. No episódio de 12 de junho, Bálor chamou Rollins e lembrou que no SummerSlam em 2016 quando derrotou Rollins pelo Universal Championship inaugural, Rollins o machucou na luta, o que o levou a desocupar o título no dia seguinte e atrapalhou sua carreira. Bálor disse que faria o mesmo com Rollins no Money in the Bank, tirando dele o Campeonato Mundial de Pesos Pesados. Rollins então aceitou o desafio de Bálor por seu título no Money in the Bank.
No evento principal da Noite 1 da WrestleMania 39, The Usos (Jey Uso e Jimmy Uso) perderam o Campeonato Indiscutível de Duplas da WWE e não conseguiram recuperá-lo. The Bloodline (The Usos e Solo Sikoa) acabou vencendo uma luta de duplas de seis homens no Backlash, embora houvesse atrito entre Sikoa e The Usos. No SmackDown seguinte, Reigns exigiu que os Usos se desculpassem por sua derrota e falha em recuperar o campeonato e, embora Jimmy se recusasse a se desculpar, Jey se desculpou em nome de Jimmy. O conselheiro especial do Bloodline, Paul Heyman, anunciou que conseguiu outra luta pelo campeonato de duplas para o Bloodline; no entanto, em vez de The Usos, seriam Reigns e Sikoa, que aconteceriam no Night of Champions em 27 de maio. No evento, os Usos interferiram na luta e acidentalmente atacaram Sikoa com um superkick. Isso enfureceu Reigns e eventualmente criticou e empurrou os dois Usos, no entanto, Jimmy retaliou atacando Reigns, após o que, junto com Jey, eles recuaram. Reigns e Sikoa acabariam perdendo a luta. No episódio seguinte do SmackDown, durante uma comemoração pela conquista de Reigns de chegar a 1.000 dias como Campeão Universal, os Usos interromperam. Jimmy afirmou que fez o que fez no Night of Champions para proteger sua família, especificamente seu irmão Jey. Jimmy aparentemente convenceu Sikoa a se juntar a eles contra Reigns e os Usos aparentemente convenceram Reigns de que eles deveriam ficar juntos como uma família. Reigns então abraçou Jimmy, no entanto, Reigns rejeitou a proposta de Jimmy, levando Sikoa a atacar Jimmy. No episódio seguinte, Heyman tentou persuadir Jey a permanecer no The Bloodline, ao mesmo tempo em que conseguiu para ele uma luta pelo Campeonato dos Estados Unidos. No entanto, Jey disse que se ele ficasse com o Bloodline, Heyman teria que sair. Então, na luta pelo campeonato, Jey perdeu depois que Jimmy o atacou sem querer. No episódio seguinte, Reigns disse a Jey que Heyman é seu conselheiro especial, não do Bloodline, então Heyman não iria embora. Depois que Jey aparentemente se afastou de Reigns, ele se voltou contra ele, optando por ficar ao lado de Jimmy. No episódio de 17 de junho do SmackDown LowDown, foi anunciado que os Usos enfrentariam Reigns e Sikoa no Money in the Bank em uma luta de duplas "Bloodline Civil War".
No episódio de 12 de maio do SmackDown, onde Raquel Rodriguez e Liv Morgan estavam defendendo o Campeonato de Duplas Femininas da WWE, Morgan teve uma lesão legítima no ombro. No Raw de 15 de maio, Ronda Rousey e Shayna Baszler, em sua primeira aparição desde a Noite 2 da WrestleMania 39, atacaram Rodriguez após sua luta, dizendo que ela deveria defender seu campeonato com ou sem Morgan, ou eles continuariam a atacá-la até que ela o defenda. No entanto, no episódio de 19 de maio do SmackDown, o campeonato foi cancelado por causa da lesão de Morgan. Uma luta fatal four-way de duplas foi agendada para o episódio do Raw de 29 de maio para determinar os novas campeãs, onde Rousey e Baszler venceram. No episódio de 23 de junho do SmackDown, Rousey e Baszler derrotaram as Campeãs de Duplas Femininas do NXT Alba Fyre e Isla Dawn para unificar os campeonatos. Durante a partida, Rodriguez estava assistindo ao lado do ringue. Enquanto ela se afastava, Rousey a chamou e perguntou por que ela estava lá. Ela disse que queria uma revanche pelos campeonatos, antes de apresentar o retorno de Morgan. Eles se encararam antes de Rousey e Baszler deixarem o ringue. No episódio de 24 de junho do SmackDown LowDown, uma luta pelo campeonato entre Rousey e Baszler contra Rodriguez e Morgan foi confirmada para o Money in the Bank.

## Evento
| Função:                 | Nome:                 |
| ----------------------- | --------------------- |
| Comentaristas ingleses  | Michael Cole          |
| Comentaristas ingleses  | Wade Barrett          |
| Comentaristas espanhóis | Marcelo Rodrigues     |
| Comentaristas espanhóis | Jerry Soto            |
| Anunciadores de ringue  | Mike Rome (SmackDown) |
| Anunciadores de ringue  | Samantha Irvin (Raw)  |
| Árbitros                | Danilo Anfíbio        |
| Árbitros                | Jason Ayers           |
| Árbitros                | Jessika Carr          |
| Árbitros                | Dan Engler            |
| Árbitros                | Daphne Lashaunn       |
| Árbitros                | Chad Patton           |
| Árbitros                | Rod Zapata            |
| Entrevistadora          | Kayla Braxton         |
| Painel pré-show         | Jackie Redmond        |
| Painel pré-show         | Matt Camp             |
| Painel pré-show         | Peter Rosenberg       |

### Lutas preliminares
O pay-per-view começou com a luta masculina Money in the Bank, apresentando Damian Priest, Ricochet e Shinsuke Nakamura do Raw, LA Knight, Butch e Santos Escobar do SmackDown e Logan Paul. No início da luta, todos os lutadores tiraram Paul do ringue. Paul e Priest concordaram em uma aliança para derrubar os outros participantes. No entanto, Priest terminou a aliança rapidamente. Paul executou um Frog Splash em Priest em uma escada. De volta ao ringue, Butch derrubou Nakamura e aplicou um sleeper hold em Escobar em uma escada com ponte, apenas para Ricochet separá-lo com um splash de 450. Priest executou The Reckoning on Butch, Knight suplexed Priest fora da escada, Paul executou um Blockbuster em Knight, Ricochet executou um Shooting Star Press em Paul e Escobar executou um Phantom Driver em Ricochet. Butch então executou um Moonsault de uma escada para a multidão. Com Ricochet e Paul no topo de uma escada, Knight a tombou. No topo da escada, Butch estalou os dedos de Priest, mas foi derrubado por Priest. Priest então se defendeu de Escobar e Nakamura antes de executar uma Broken Arrow do topo da escada em Knight. Finalmente, Priest desenganchou a maleta para vencer a luta.
Em seguida, Ronda Rousey e Shayna Baszler defenderam o WWE Women's Tag Team Championship contra Liv Morgan e Raquel Rodriguez. Baszler tinha o controle de Morgan até que Morgan marcou em Rodriguez, que executou um Powerslam em Rousey para uma quase queda. Enquanto Morgan tentava Oblivion, Baszler contra-atacou em um German Suplex e aplicou o Kirifuda Clutch, mas Morgan escapou. Pouco depois de marcar Rousey, Baszler se voltou contra ela e aplicou o Kirifuda Clutch antes de sair. Depois, Rodriguez e Morgan realizaram o combo Tejana Bomb/Oblivion em Rousey para ganhar os títulos pela segunda vez.
Na terceira luta, Gunther defendeu o Intercontinental Championship contra Matt Riddle. Durante a luta, Riddle caiu de pé durante uma tentativa de German Suplex, mas torceu o tornozelo. Riddle executou um Floating Bro em Gunther para uma quase queda. No clímax, Gunther executou uma Powerbomb para uma quase queda. Gunther então aplicou um meio caranguejo no tornozelo machucado e deu tapas nele, seguido por um leglock para forçar Riddle a se submeter para reter o título. Após a luta, Drew McIntyre, em sua primeira aparição desde a Noite 2 da WrestleMania 39, encarou Gunther. McIntyre então executou o Claymore Kick em Gunther antes de ficar de pé com o cinturão do Campeonato Intercontinental.
Depois disso, Cody Rhodes enfrentou Dominik Mysterio (acompanhado por Rhea Ripley). No clímax, depois que Rhodes executou um Disaster Kick em Mysterio para uma quase queda. Ripley distraiu Rhodes. Mysterio tentou tirar vantagem com um 619, mas Rhodes rebateu com um Alabama Slam e seguiu com um Cody Cutter e Cross Rhodes para vencer a luta.
Em seguida, depois que o comentarista Michael Cole classificou WWE 2K23 como o videogame de maior audiência de todos os tempos, John Cena, em sua primeira aparição desde a Noite 1 da WrestleMania 39, fez uma aparição surpresa. Ele fez uma promo sobre Londres e queria trazer a WrestleMania para lá. Grayson Waller interrompeu, afirmando que preferia que a WrestleMania fosse na Austrália. Waller então falou sobre as derrotas anteriores de Cena e lançou o maior "Efeito Grayson Waller" na WrestleMania com Cena como convidado especial. Waller então atacou Cena por trás, mas enquanto ele se gabava, Cena realizou um ajuste de atitude em Waller para encerrar o segmento.
A quinta luta foi a luta feminina Money in the Bank, apresentando Bayley, Iyo Sky e Zelina Vega do SmackDown e Becky Lynch, Trish Stratus e Zoey Stark do Raw. Sky e Bayley subiram lados opostos de uma escada quando Lynch a tombou. Lynch então se defendeu de Stark antes que a cabeça de Stratus cortasse Lynch no canto. Lynch e Sky conseguiram subjugar Stratus momentaneamente, e Vega conseguiu usar Stratus como uma ponte entre duas escadas para subir a mais alta. Sky deu um Moonsault da escada para a multidão. Vega saltou de uma escada para cima de Lynch. Stark e Stratus decidiram formar dupla com Lynch e colocar uma algema em um de seus pulsos, mas Lynch limpou a mesa de anunciantes e enviou Stratus sobre ela. Lynch então colocou uma escada como uma ponte entre o avental do ringue e a mesa de anúncios e executou um Manhandle Slam em Stratus na escada. Stark seguiu com um Neckbreaker em Lynch.
Stark e Vega escalaram lados opostos da escada, com Vega levando a melhor depois de executar o Code Red em outra escada. Enquanto Sky subia a escada, Bayley a derrubou. Bayley subiu a escada, mas Lynch usou as algemas para derrubar Bayley. Quando Lynch estava se aproximando da vitória, Sky a derrubou e algemou os pulsos de Lynch e Bayley. Sky então recuperou a maleta para vencer a luta.
Na penúltima luta, Seth "Freakin" Rollins defendeu o Campeonato Mundial dos Pesos-Pesados contra Finn Bálor. Durante a partida, Bálor tentou um Coup de Grâce, mas Rollins evitou e enrolou Bálor para uma quase queda. Rollins executou um Pedigree em Bálor para um nearfall, após o qual Damian Priest abriu caminho para o ringue com sua pasta Money in the Bank. Enquanto Rollins se concentrava em Priest, Bálor mandou Rollins para a barricada com um dropkick e seguiu com dois Coup de Grâces, primeiro da mesa de anunciantes e o segundo dos degraus de aço. Enquanto Bálor procurava um terceiro, Priest o distraiu momentaneamente, permitindo que Rollins executasse The Stomp em Bálor para reter o título.

### Evento principal
No evento principal, Roman Reigns e Solo Sikoa (com Paul Heyman) enfrentaram The Usos (Jey Uso) e (Jimmy Uso) em uma luta de duplas Bloodline Civil War. Os fãs imediatamente liberaram sua raiva em Reigns antes da partida. Sikoa dominou Jimmy, mas os Usos montaram em algum ataque. Sikoa então marcou Reigns. Reigns e Jey então circularam um ao outro com Reigns levando a melhor. Mais tarde, Jey deu um mergulho suicida em Sikoa e procurou outro em Reigns, mas Reigns o socou no ar. Reigns seguiu com um Superman Punch e tocou para a multidão, mas Jimmy marcou a si mesmo e os Usos executaram um Double Spear em Reigns, mas o pin foi quebrado por Sikoa. Jey mandou Sikoa para o poste do ringue e Reigns deu um Superman Punch em Jimmy para uma quase queda. Jimmy executou dois Superkicks em Reigns e foi para o Frog Splash, mas Reigns rebateu com o Guillotine. Reigns interceptou um superkick de Jimmy, mas Jimmy mandou Reigns para o árbitro, nocauteando-o. Os Usos então realizaram as 1D em Reigns, mas o árbitro não conseguiu fazer a contagem. Enquanto os Usos subiam nos esticadores, Reigns e Sikoa deram a eles Uranages estéreo. Sikoa então executou o Samoan Spike em Jimmy, e Reigns executou um Spear em Jimmy antes que Sikoa fizesse o mesmo. Enquanto eles empilhavam Jimmy em Jey, o árbitro se recuperou, mas os Usos chutaram.
Sikoa então executou um Superkick em Jimmy na mesa do apresentador e tentou um Frog Splash através dele, mas Jimmy saiu do caminho. De volta ao ringue, Jey executou um Superkick em Reigns, que seguiu com um Spear em Jey para um nearfall. Durante a quase queda, Jey deu um golpe baixo em Reigns. Os Usos então executaram Superkicks em Reigns e Sikoa e, finalmente, Jey executou um Frog Splash em Reigns e o imobilizou para vencer a partida - a primeira derrota de Reigns pinfall desde TLC em dezembro de 2019.

## Recepção
Assim como os outros PPVs da WWE em 2023, Money in the Bank recebeu críticas universalmente positivas de críticos e fãs.

## Resultados
| Nº                                          | Resultados                                                                                            | Estipulações                                                        | Tempo |
| ------------------------------------------- | --- | ------------------------------------------------------------------- | ----- |
| 1                                           | Damian Priest derrotou Ricochet, Shinsuke Nakamura, LA Knight, Santos Escobar, Butch e Logan Paul     | Luta Money in the Bank Masculino                                    | 20:25 |
| 2                                           | Liv Morgan e Raquel Rodriguez derrotaram Ronda Rousey e Shayna Baszler (c)                            | Luta de duplas pelo Campeonato Unificado de Duplas Femininas da WWE | 9:00  |
| 3                                           | Gunther (c) derrotou Matt Riddle                                                                      | Luta individual pelo Campeonato Intercontinental                    | 7:45  |
| 4                                           | Cody Rhodes derrotou Dominik Mysterio (com Rhea Ripley)                                               | Luta individual                                                     | 8:40  |
| 5                                           | Iyo Sky derrotou Zelina Vega, Zoey Stark, Becky Lynch, Bayley e Trish Stratus                         | Luta Money in the Bank Feminino                                     | 18:05 |
| 6                                           | Seth "Freakin" Rollins (c) derrotou Finn Bálor                                                        | Luta individual pelo Campeonato Mundial de Pesos Pesados            | 12:30 |
| 7                                           | The Usos (Jey Uso e Jimmy Uso) derrotaram The Bloodline (Roman Reigns e Solo Sikoa) (com Paul Heyman) | Luta de duplas "Bloodline Civil War"                                | 32:10 |
| (c) – Refere-se aos campeões antes da luta. | |                                                                     |       |